# Llista de municipis de Colòmbia per població
Aquesta llista conté les 30 ciutats (municipis) de Colòmbia amb més habitants.
| Pos. | Municipi      | Department              | Població (2020) |
| ---- | ------------- | ----------------------- | --------------- |
| 1    | Bogotà        | Bogotá Distrito Capital | 7.732.161       |
| 2    | Medellín      | Antioquia               | 2.519.592       |
| 3    | Cali          | Valle del Cauca         | 2.264.427       |
| 4    | Barranquilla  | Atlàntic                | 1.275.264       |
| 5    | Cartagena     | Bolívar                 | 1.017.616       |
| 6    | Cúcuta        | Norte de Santander      | 770.173         |
| 7    | Soacha        | Cundinamarca            | 715.252         |
| 8    | Soledad       | Atlàntic                | 646.678         |
| 9    | Bucaramanga   | Santander               | 600.098         |
| 10   | Ibagué        | Tolima                  | 536.439         |
| 11   | Bello         | Antioquia               | 544.549         |
| 12   | Villavicencio | Meta                    | 553.409         |
| 13   | Santa Marta   | Magdalena               | 530.107         |
| 14   | Valledupar    | Cesar                   | 526.238         |
| 15   | Montería      | Córdoba                 | 507.463         |
| 16   | Pereira       | Risaralda               | 477.068         |
| 17   | Manizales     | Caldas                  | 445.669         |
| 18   | Pasto         | Nariño                  | 402.073         |
| 19   | Neiva         | Huila                   | 367.781         |
| 20   | Palmira       | Valle del Cauca         | 355.712         |
| 21   | Popayán       | Cauca                   | 328.217         |
| 22   | Buenaventura  | Valle del Cauca         | 317.881         |
| 23   | Floridablanca | Santander               | 317.541         |
| 24   | Armenia       | Quindío                 | 302.613         |
| 25   | Sincelejo     | Sucre                   | 295.047         |
| 26   | Itagüí        | Antioquia               | 287.981         |
| 27   | Tumaco        | Nariño                  | 260.054         |
| 28   | Envigado      | Antioquia               | 238.656         |
| 29   | Tuluá         | Valle del Cauca         | 224.706         |
| 30   | Dosquebradas  | Risaralda               | 222.717         |